# Colocolokat
De colocolokat of kortweg colocolo (Leopardus colocola) is een kleine gestreepte kat die voorkomt in het noorden van Chili. Er is slechts weinig bekend over de manier van jagen en voortplanten van de colocolo, maar aangenomen wordt dat hij 's nachts jaagt, met name op kleine zoogdieren en vogels. In 2020 werden er verschillende soorten van de colocolokat afgesplitst, waaronder de pantanalkat (Leopardus braccatus) en de pampakat (Leopardus pajeros).

## Kenmerken
De colocolo is klein, slechts 55 tot 70 cm, en weegt gemiddeld 3 tot 7 kg. De kleur van de vacht varieert van grijs tot geel tot donkerbruin en is bedekt met donkerbruine strepen. Een worp bestaat meestal uit twee jongen. Colocolo's worden tussen de 9 en 16 jaar oud.